# Цусима (провинция)
Прови́нция Цуси́ма (яп. 対馬国 — цусима-но куни, «страна Цусима»; 対州 — тайсю:, «провинция Цусима») — историческая провинция Японии в регионе Тюгоку на западе острова Хонсю. Соответствует острову Цусима, принадлежащего современной префектуре Нагасаки.
Первые письменные упоминания о «стране Цусима» датируются III—IV веками. Они содержатся в китайской хронике «Записи династии Вей», в разделе, посвящённом описанию «восточных варваров» — японцев. Согласно этому сообщению, «страна Цусима» была слабым политическим созданием, формально зависящем от японского протогосударства Яматай. Жители Ики занимались преимущественно рыболовством и торговлей с Корейским полуостровом.
В IV—VI веках. Цусима служила важным стратегическим пунктом для отправки японских войск в Корею. Однако после поражения в битве на реке Пэккан (Хакусонко) (663), императорский двор перешёл к пассивной дипломатии и остров Цусима утратил своё стратегическое значение.
Провинция Цусима была сформирована в VI веке. Её административный центр находился в современном городе Цусима.
В IX веке провинцией правил род Ахиру, заменённый в XI веке родом Со. В 1019 году под руководством последнего местные самураи отбили нападение чжурчженских пиратов.
Во время монгольского вторжений в 1274 и 1281 годах провинция была дважды оккупирована монгольским войском. Мужское население острова было перебито, а женщины — вывезены в Корею, вассала монгольской империи Юань, и проданы в рабство.
В XIV веке уцелевшие потомки рода Со снова стали правителями острова. Они организовали набеги пиратов, которые на протяжении века грабили побережье Корейского полуострова. В 1419 году разгневанные корейцы высадили десант на острове Цусима и воевали с родом Со около месяца, но отступили. В 1443 году островитяне заключили с корейской династией Чосон мирный договор, в котором признавали вассалитет от корейских монархов, формально оставаясь под юрисдикцией японского императора. Цусима получила монопольное право на японско-корейскую торговлю.
Во время экспедиций японцев в Корею в 1592 и 1597 годах провинция Цусима играла роль стратегической военной базы японских войск. После окончания обеих кампаний неудачей, с помощью рода Со был заключён выгодный для японцев мирный договор.
В период Эдо (1603—1867) род Со продолжал контролировать провинцию Цусима и всю торговлю японцев с корейской династией Чосон.
В результате административных реформ 1871 года провинция Цусима была переформирована в префектуру Идзухара, которая в 1872 году была присоединена к префектуре Нагасаки.

## Уезды
- Камиагата (上県郡)
- Симоагата (下県郡)